# 阿特巴希密碼

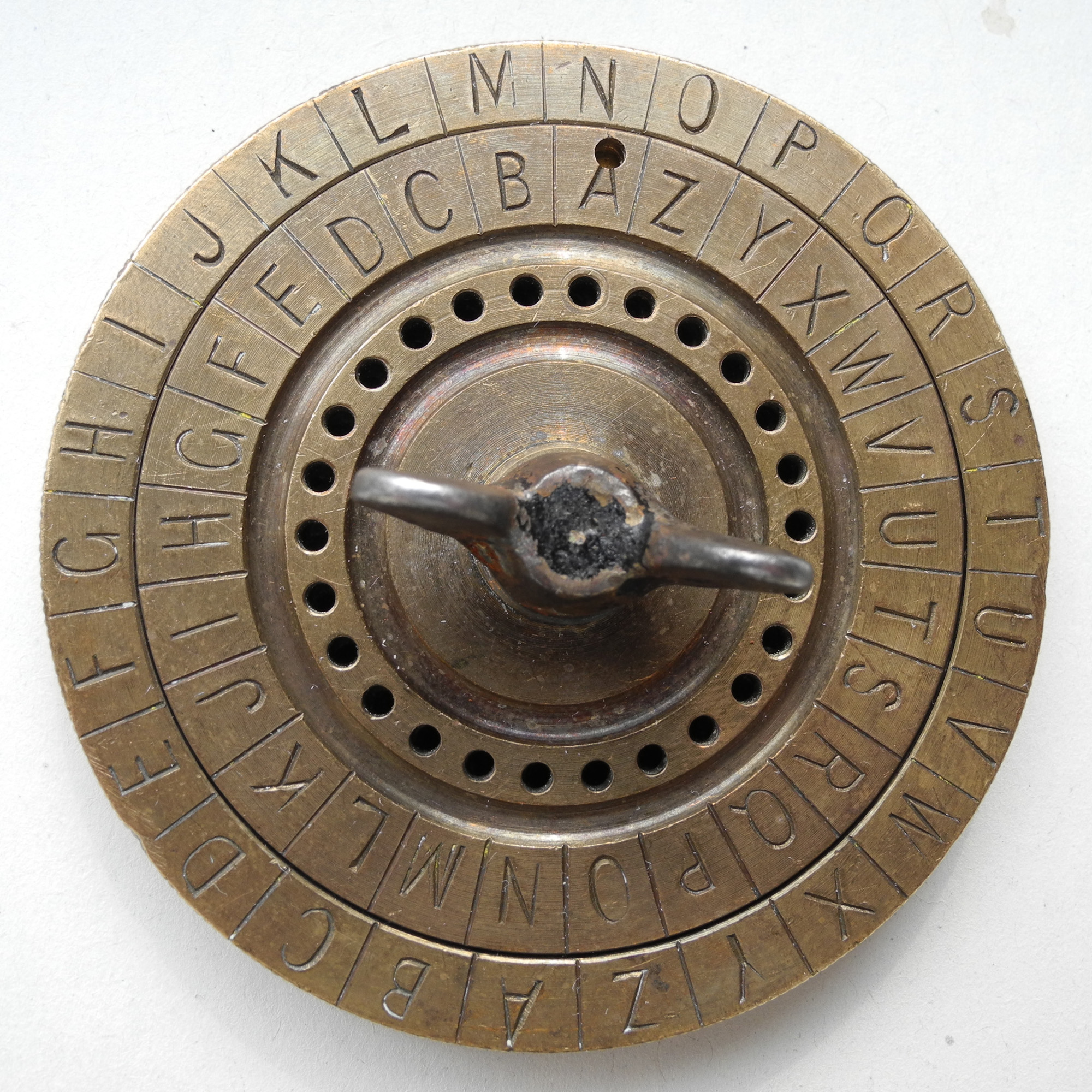
由 Linge 公司生产的替换密码盘，可用于对罗马字母进行替换加解密

阿特巴希密碼是一種開始由希伯來字母使用的簡易替換密碼。

## 简介
阿特巴希密碼將字母表整個扭轉：第一個字母（aleph）與最後一個（taw）相替換，第二個（beth）與倒數第二個（shin）相替換，如此類推。密碼學上的示沙克之謎出現在《耶利米書》中，ששך-示沙克（25:26；51:41）其實是加密後的בבל-巴別（即巴比倫）。
現代希伯來文配合阿特巴希密碼：
```
 明文：  
אבגדהוזחטיכלמנסעפצקרשת

 密文：  
תשרקצפעסנמלכיטחזוהדגבא
```

而羅馬字母使用阿特巴希密碼則是：
```
 明文：  ABCDEFGHIJKLMNOPQRSTUVWXYZ
 密文：  ZYXWVUTSRQPONMLKJIHGFEDCBA
```

而有一種更簡單、更快的方法是：
```
 首13個字母： A|B|C|D|E|F|G|H|I|J|K|L|M
 後13個字母： Z|Y|X|W|V|U|T|S|R|Q|P|O|N
```

或者是:
```
 首13個字母： A |B |G|D|H |V|Z|CH|T|Y|K 
 後13個字母:  TH|SH|R|O|TZ|P|O|S |N|M|L 
```

阿特巴希密碼不只是用在此兩種字母，理論上但凡拼音式字母都可以使用此方法來加密。
這個非常簡單的替代密碼與ROT13最大的不同是ROT13將字母偏移13位，而阿特巴希密碼則是將整個字母表對折。
例如在阿特巴希密碼中“nlmvb”代表“MONEY”。
英文中某些字經過阿特巴希加密後會變成另一個正常的英文字，"hob"="sly"，"hold"="slow"，"holy"="slob"，"horn"="slim"，"zoo"="all"，"irk"="rip"，"low"="old"，"glow"="told"和"grog"="tilt"。
這是一個非常薄弱的單字母替換密碼，因為它只有一個固定的密鑰。然而，在當時這可能不是一個問題。

## 阿特巴希密碼與仿射密碼
阿特巴希密碼其實可以看作一種特殊的仿射密碼。
如果你定義首個字母為0，第二個字母為1等字母直到字母表的最後一個字母為字母數-1，然後阿特巴希密碼將可使用仿射密碼來加密與解密：
{\displaystyle f(x)=(ax+b)\mod {m}}
阿特巴希密碼的算式為：{\displaystyle a=b=(m-1)}，其中m是字母表中的字母數（英語為{\displaystyle M=26}）。
這亦可簡化至：
{\displaystyle {\begin{aligned}f(x)&=(m-1)(x+1)\mod {m}\\&=-(x+1)\mod {m}\\\end{aligned}}}
亦可將第一個字母定位為1，結果如下：
{\displaystyle f(x)=((ax+b-1)\mod {m})+1}
這樣，阿特巴希密碼的算式則為：{\displaystyle a=(m-1)}，{\displaystyle b=1}，而m是字母數。
也可簡化至：
{\displaystyle {\begin{aligned}f(x)&=(x(m-1)\mod {m})+1\\&=(-x\mod {m})+1\\\end{aligned}}}

## 外部連結
- 利用Java軟件來使用阿特巴希密碼加密或解密
- 加密初學者指南關於阿特巴希密碼的討論
- 使用阿特巴希密碼加密或解密的網站 （页面存档备份，存于）（西班牙文）